# Türk Telekom
Türk Telekom è un'azienda turca di telecomunicazioni fondata il 24 aprile del 1995 ad Ankara, con sede ad Istanbul.
La società fa anche da sponsor al Galatasaray e allo stadio Türk Telekom.

## Storia
Il 23 ottobre 1840 fu istituito il Ministero delle poste dell'Impero ottomano. Nel 1909, con l'aggiunta dei servizi telefonici, il nome dell'ente fu cambiato in PTT Nezareti. 
Con legge n. 4000 del 18 giugno 1994, la direzione generale della gestione di Posta ve Telgraf Teşkilatı (PTT) fu ristrutturata come direzione generale dell'amministrazione postale e Türk Telekomünikasyon Anonim Şirketi. Dal 24 aprile 1995 le due istituzioni iniziarono a lavorare separatamente l'una dall'altra. Il 30 giugno 1994 l'istituzione Türk Telekomünikasyon A.Ş. continuò la propria attività con questo nome.
Con il bando del Ministero dei trasporti del 16 marzo 1998, la licenza per la messa in esercizio dello standard di telefonia GSM 1800 fu assegnata a Türk Telekom. Di conseguenza, l'8 maggio 2001 fu costituita la società Aycell İletişim ve Pazarlama Hizmetleri A.Ş., che fu operativa ufficialmente dal 22 agosto 2001, partendo con una conversazione telefonica tra l'allora primo ministro turco Bülent Ecevit e l'allora ministro turco dei trasporti Oktay Vural. L'8 aprile 2004 gli operatori GSM Aycell e Aria furono fusi sotto l'egida di Avea. Dopo aver acquistato tempo dopo le azioni di altri soci, Türk Telekom possiede oggi l'intera proprietà di Avea.
Dal 2005 è stata progressivamente privatizzata e acquisita per il 55% da Oger Telecom, impresa saudita. Nel 2008 il 15% di Türk Telekom passò sotto il controllo della borsa di Istanbul.
Nell'aprile 2015 acquisì il restante 10% delle partecipazioni in Avea, assumendo il controllo totale del terzo operatore turco di telefonia mobile, per 300 milioni di dollari.
Nel luglio 2018, in seguito alla crisi monetaria e debitoria turca, alcune banche turche e internazionali assunsero il controllo di Türk Telekom, oberata da debiti per migliaia di milioni di dollari.